# La gatta in calore
La gatta in calore è un film del 1972, diretto da Nello Rossati.

## Trama
Tornando a casa un mattino d'autunno, Antonio, ingegnere spesso in viaggio per lavoro, scopre che sua moglie Anna ha sparato al giovane vicino di casa, con cui aveva una relazione. Attonito, Antonio stende il corpo del giovane sul prato del giardino, lo ricopre di foglie secche, vi parcheggia sopra l'auto e rientra in casa per ascoltare il racconto della moglie, che si sviluppa in una serie di flashback. Malgrado il titolo, non si tratta (semplicemente) d'un film erotico e neppure d'un vero e proprio thriller.

## Curiosità
Lamberto Bava è aiuto regista e Aristide Massaccesi direttore della fotografia. Le musiche, sono di Gianfranco Plenizio.